# Mesiáš
Mesiáš (hebrejsky מָשִׁיחַ‎, mašiach, v doslovném významu: „pomazaný“; arabsky المسيح‎, aramejsky משיחא‎) v judaismu znamená v prvé řadě mocnou osobu zasvěcenou svatým olejem k úkolům stanoveným Bohem, ať už jde o krále, kněze nebo proroka. V současnosti je označení mesiáš používáno v těchto hlavních kontextech:
- V kontextu judaismu odkazuje na očekávaného krále z rodu Davidova, kterého předpověděl Izajáš, který bude vládnout židovskému národu během mesiášského věku.
- V obecné rovině znamená jakéhokoliv spasitele nebo osvoboditele světa.
- V kontextu křesťanství odkazuje k Ježíši Nazaretskému, kterého křesťané označují jako Krista (Χριστος, doslova „pomazaný“).
- V kontextu islámu odkazuje na Ježíše (Korán 4:157).

## Etymologie
Samotné slovo „mesiáš“ pochází z hebrejského slova מָשִׁיחַ [mašiach], přesněji z jeho řecké podoby Μεσσίας [messias], které znamená „pomazaný olejem“ (od hebr. משח – pomazat). Oliva a olej byly jedním ze symbolů života ve starověku a olivová ratolest je od antiky až dodnes celosvětovým symbolem míru. Oliva společně s menorou je jedním ze symbolů starověkého i novodobého Izraele. Privilegium pomazání olejem bylo ve starověkém Izraeli vyhrazeno pouze kněžím, kteří vykonávali službu v Chrámu, a později králům. Slovo mašiach se poté začalo chápat zcela odlišně, a to v tom smyslu, že pomazání pochází přímo od Boha a je zprostředkováno prorokem nebo knězem, kteří jsou sami z Boží vůle pomazáni.[zdroj⁠?!]

## Mesiáš ve Starém zákoně
| Židé a judaismus |
| Židé • Judaismus • Kdo je Žid |
| Ortodoxní • Konzervativní (Masorti) Progresivní (Reformní - Liberální) • Ultraortodoxní Samaritáni • Falašové • Karaité                                                                                            |
| Etnické skupiny a jazyky |
| Aškenázové • Sefardové • Mizrachim Hebrejština • Jidiš • Ladino • Ge'ez • Buchori |
| Populace (vývoj) |
| Evropa • Amerika • Asie • Afrika • Austrálie |
| Náboženství |
| Bůh • Principy víry • Boží jména 613 micvot • Halacha • Noachidské zákony Mesiáš • Eschatologie |
| Židovské myšlení, filosofie a etika |
| Židovská filosofie Cdaka • Musar • Vyvolenost Chasidismus • Kabala • Haskala |
| Náboženské texty |
| Tóra • Tanach • Mišna • Talmud • Midraš Tosefta • Mišne Tora • Šulchan aruch Sidur • Machzor • Pijut • Zohar |
| Životní cyklus, tradice a zvyky |
| Obřízka • Pidjon ha-ben • Simchat bat • Bar micva Šiduch • Svatba • Ketuba • Rozvod (Get) • Pohřeb Kašrut • Židovský kalendář • Židovské svátky Talit • Tfilin • Cicit • Kipa Mezuza • Menora • Šofar • Sefer Tora |
| Významné postavy židovství |
| Abrahám • Izák • Jákob • Mojžíš Šalomoun • David • Elijáš • Áron Maimonides • Nachmanides • Raši Ba'al Šem Tov • Ga'on z Vilna • Maharal                                                                           |
| Náboženské budovy a instituce |
| Chrám • Synagoga • Ješiva • Bejt midraš Rabín • Chazan • Dajan • Ga'on Kohen (kněz) • Mašgiach • Gabaj • Šochet Mohel • Bejt din • Roš ješiva                                                                      |
| Židovská liturgie |
| Šema • Amida • Kadiš Minhag • Minjan • Nosach Šacharit • Mincha • Ma'ariv • Musaf |
| Dějiny Židů |
| starověk • středověk • novověk |
| Blízká témata |
| Antisemitismus • Gój • Holocaust • Izrael Filosemitismus • Sionismus Abrahámovská náboženství |
| z • d • e |

### Eschatologické pasáže ve Starém zákoně
V Bibli se ani jednou slovo „mesiáš“ nevyskytuje v souvislosti s eschatologií nebo se spasitelem. V Bibli naopak nalézáme řadu eschatologicky zabarvených textů a prorockých rčení, ve kterých se sice mesiáš nevyskytuje, ale bývají vykládány[kdo?] eschatologicky.  

## Esejci

### Esejská eschatologie
Hlavní náplní učení esejců byla idea souboje mezi dobrem a zlem. Zakladatel sekty, nazývaný v esejských pramenech „Učitel spravedlnosti“, nejprve pravděpodobně emigroval z Judska k Damašku, a poté odvedl své žáky do sídliště v Kumránu u Mrtvého moře, aby se tam připravili na konec dní, po kterém se budou moci do Jeruzaléma vrátit. Později se jejich společenství přeměnilo v uzavřenou komunitu, čekající na konec světa. Žili v ústraní, ve městech pro sebe měli oddělené čtvrti, odsuzovali oficiální kult, Saduceje i Farizeje. Velké popularitě se v jejich společenství těšilo proroctví Izajášovo a Ezechielovo.
Jejich eschtaologie jako představa souboje mezi silami dobra a zla, je v podstatě shodná s eschatologickými představami perského zoroastrismu. Pro esejce byl největším protivníkem „Zločinný kněz“ (pravděpodobně Alexander Janaeus nebo Jan Hyrkán), vůdcem esejské komunity pak „Učitel spravedlnosti“ (možná kněz, jehož návrat esejci očekávali) – ten není nikde označován jako král a není považován za Davidova potomka. Mesiáš sám bude pocházet z Davidova rodu. Jedná se o tzv. mesiášskou diarchii, kdy pomazaným králem bude mesiáš z rodu Davidova, doprovázen pomazaným veleknězem z rodu Cadokova. Tím bude obnovena rovnováha a nastolena vláda blahobytu jako za časů zakladatelů těchto dvou rodů. Závěrečnou bitvu mezi Syny světla a Syny temnoty povede ovšem sám Hospodin.

## Mesiáš a eschatologie v rabínském judaismu
Proces, který probíhal neuspořádaně již od doby krátce před zničením Chrámu, byl úspěšně završen ve 2. stol. n. l. Kromě potřeby dát židovství jasný rámec a oporu, která by mohla pomoci v pozdějším ideologickém souboji mezi židovstvím, křesťanstvím a islámem i bez existence takových institucí jako Chrám či Sanhedrin, zde šlo i o preventivní opatření namířené proti falešným mesiášům a prorokům. Judaismus neměl v době Druhého chrámu žádnou jednotnou představu o postavě mesiáše. V samotné Mišně a Toseftě se výraz mesiáš v eschatologickém slova smyslu nevyskytuje. Mnohem více zmínek o mesiáši nalézáme v Gemaře.

### Mesiáš, syn Davidův, a Mesiáš, syn Josefův
Od dob pozdních tana'im se v eschatologii rabínského judaismu objevuje tradice o nutnosti příchodu dvou Mesiášů, a sice Mesiáše, syna Josefa (Mašiach ben Josef), a Mesiáše, syna Davida (Mašiach ben David). Podle této představy má Mesiáš, syn Josefa, připravit cestu Mesiáši, synu Davidovu. Mesiáš, syn Josefa, má bojovat proti Božím nepřátelům za sjednocení Izraele pod vládou Hospodina a při plnění tohoto úkolu zemřít. Teprve poté má přijít Mesiáš, syn Davidův, a završit nápravu světa tím, že nastolí Boží vládu ve zcela zřetelné a nezastřené formě. První jednoznačné zmínky o této doktríně se vyskytují v Gemaře a v targumech. Josef Klausner se domnívá, že se idea druhého Mesiáše objevuje až po povstání Bar Kochby jako výsledek snahy vlít do srdce národa novou naději. Druhý Mesiáš také může odkazovat na znovu sjednocení deseti ztracených kmenů.

### Dny Mesiáše a „Svět, jenž přijde“
Rabíni rozlišovali mezi obdobími „dny Mesiáše“ a „světem, jenž přijde“. Dny Mesiáše označují dobu, po kterou bude na zemi působit Mesiáš, který jako smrtelný člověk má ale zemřít, a po jeho smrti se svět promění a nastane dlouho očekávaný „svět, jenž přijde“. Během vlády Mesiáše dojde k vybudování Chrámu, shromáždění deseti ztracených kmenů a zmrtvýchvstání. Očekávaný Mesiáš má být obdařen schopností bezpečně určit nejen to, ke kterému kmeni patří ten či onen žid, ale má též ozřejmit některé halachy, jejichž přesný smysl byl pozapomenut. Jiná situace je již ohledně Budoucího světa, neboť to je stav, ve kterém nebude platit nic z toho, co známe nyní. Tento svět bude natolik jiný, že rabíni se o něm příliš neodvažovali diskutovat.
| „               | Rabi Chija bar Aba řekl jménem rabiho Jochanana: Všichni proroci prorokovali [všechny dobré věci] pouze ohledně doby Mesiáše, ale ohledně světa, jenž přijde: „oko nespatřilo Bože, mimo tebe, [že by nějaký jiný bůh] učinil něco pro toho, kdo na něj čeká“. Nesouhlasí se Šmu'elem, jenž řekl: Tento svět se liší od dnů Mesiáše jen ohledně podřízení [cizím] silám. | “ |
| — Sanhedrin 99a | |   |

## Shrnutí pohledu judaismu
Judaismus vyhlašuje, že záměr, který Bůh sleduje při aktu stvoření našeho vezdejšího světa, se stane zjevným, až nastane poslední věk, věk míru a jednocení. Tato idea nachází svůj výraz v konceptu spasitele, seslaného mesiáše. Na základě toho, jak popisuje mesiáše kniha Daniel , většina židů zpočátku „očekávala nejasně definovanou nebeskou postavu“. V současné době je mesiáš židovským povědomím chápán spíše jako pouhý lidský jedinec, který bude vyslán Bohem a objeví se na zemi buď tehdy, až si to lidstvo svým chováním vyslouží, nebo po uplynutí doby, kterou Bůh tomuto světu vyměřil. Tento mesiáš se má stát klíčovou postavou při obnovování plné národní a náboženské autonomie židovského národa. Mesiášovy dny zde nastanou tehdy, až se pozemský život prosytí jasným uzřením své jednoty s Bohem a s Jeho účelem. To se však podle Talmudu nemá stát dřív, než vyjdou všechny lidské duše z nebeské sféry zvané Aravot, kde jsou střeženy od stvoření světa, aby byly Bohem vdechnuty do lidského těla. Někteří kabalisté věří, že budoucí mesiáš bude mít duši Adama, která v minulosti přebývala již v králi Davidovi. Ve spisech autorů, patřících k reformnímu hnutí uvnitř judaismu, lze vysledovat tendenci k odmítání zejména osobnostního aspektu příchodu mesiáše; spíše se v něm zdůrazňuje představa nástupu mesiášského věku jako závěrečného „zlatého věku“ světových dějin.

## Křesťanský pohled

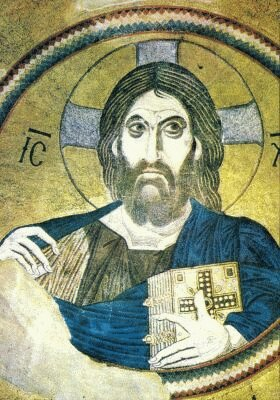
Ježíš Nazaretský

Mesiáš je v křesťanství jeden z nejdůležitějších titulů, kterými je nazýván Ježíš z Nazareta. Řecké Χριστός (Christos) je v překladu Starého zákona ekvivalentem pro hebrejské mašíach a znamená „pomazaný“ v tom nejširším smyslu, především však jako kněz nebo král, což byly úřady, do nichž se vstupovalo skrze pomazání olejem. V pozdějším starozákonním židovství se mašíach (počeštěně mesiáš) stal eschatologickým očekávaným „Božím pomazaným“ ve smyslu ideálního krále a velekněze.
Pro křesťanské věřící je tímto očekávaným mesiášem Ježíš z Nazareta. Proto mu od počátku přisuzují tento titul, který v Novém zákoně najdeme v řecké podobě – Χριστός, christós, počeštěně Kristus. Za pomazání u Ježíše považují jeho křest v Jordánu, kdy na něho sestoupil Duch Svatý v podobě holubice (srov. Mt 3,12–15 a Lk 3,21–22; s tím ovšem rozhodně nesouhlasí pravoslavní, kteří tvrdí, že Ježíš se jako Kristus čili Pomazaný již narodil). Jako titul je používán např. v Sk 9,22 (svými důkazy, že Ježíš je Kristus (= Mesiáš), přiváděl do úzkých damašské židy, Sk 17,3; Sk 26,23 nebo Flp 2,11 (každý jazyk aby vyznával: Pán Ježíš je Kristus [= Mesiáš] – možno přeložit několika způsoby). Ježíš je tak považován za očekávaného davidovského krále, za Božího pomazaného, ze konečného velekněze (List Židům), kterého předpovídali starozákonní proroci, naplněním všech nadějí.
Od tohoto titulu je odvozeno i slovo křesťan, tj. „kristovec“, ten, kdo vyznává Ježíše jako Krista, Mesiáše a svůj život podřizuje Jeho učení a příkladu.
Velmi rychle se však z titulu stala součást vlastního jména, a tak je už ve většině Nového zákona titul Kristus používán jako Ježíšovo vlastní jméno. V tomto smyslu je známe i my dnes. Na skutečný původ tohoto jména nás může upomenout např. arabská verze, znějící iású' al-masíh, a označení křesťana jako al-masíhí, „mesiášovec“.
V křesťanství je za nejdůležitější mesiášův čin pokládáno vykoupení duše jednotlivce, což „judaismus vždy popíral“ a místo toho kladl důraz na „vykoupení společenského těla, tj. národa z jeho historického exilu, vnějšího světa z jeho porušeného stavu“, což „je vykoupení na veřejné, sociální a historické rovině“.

## Falešní mesiášové
Ať už jsou názory v rámci judaismu či křesťanství na osobu Mesiáše jakékoliv, shoda panuje v tom, že se čas od času na scéně světa objevují falešní mesiášové či pseudomesiášové. Z řad židů je mezi ně zařazován například Menachem ben Šelomo ar-Ruhi neboli David el-Roi, který s mesiášskými nároky vystoupil v letech 1146–1147. Benjamín z Tudely ve svém cestopisu mimo jiné uvádí, že „si usmyslil pozvednout ruku proti perskému králi, shromáždit Židy, kteří přebývají v pohoří Chafton, a vytáhnout do boje se všemi nevěřícími, aby se nakonec zmocnil Jeruzaléma.“ Za židovského falešného mesiáše je považován též Šabtaj Cvi, či sám Ježíš.